# Bahnstrecke Gotha–Gräfenroda
| |                      |                                                 |                                                 |
| Streckennummer: | 6697                 |                                                 |                                                 |
| Kursbuchstrecke (DB): | 572                  |                                                 |                                                 |
| Kursbuchstrecke: | 160b (1934)          |                                                 |                                                 |
| Streckenlänge: | 36 km                |                                                 |                                                 |
| Spurweite: | 1435 mm (Normalspur) |                                                 |                                                 |
| Streckenklasse: | C4                   |                                                 |                                                 |
| Minimaler Radius: | 150 m                |                                                 |                                                 |
| Streckengeschwindigkeit: | 50 km/h              |                                                 |                                                 |
| |                      |                                                 |                                                 |
| \| \| \| von Halle (Saale) Hbf \| \| \| \| \| von Leinefelde \| \| \| \| 0,000 \| Gotha (Übergang zur Thüringerwaldbahn) \| 307,44 m \| \| \| \| nach Bebra \| \| \| \| 0,804 \| Infrastrukturgrenze DB InfraGO – ZossenRail[2] \| Infrastrukturgrenze DB InfraGO – ZossenRail[2] \| \| \| \| Boilstädter Wasser \| \| \| \| \| L 1027 (Dr.-Troch-Straße) \| \| \| \| \| Bundesautobahn 4 \| \| \| \| 6,351 \| Emleben \| 350,95 m \| \| \| 6,842 \| Strecke ab Ausfahrt Emleben stillgelegt \| Strecke ab Ausfahrt Emleben stillgelegt \| \| \| \| Humbach \| \| \| \| \| Flößgraben \| \| \| \| 9,279 \| Petriroda \| 368,65 m \| \| \| \| Flößgraben \| \| \| \| \| von Friedrichroda (1896–1947) \| \| \| \| 13,016 \| Georgenthal (Thür) \| 374,63 m \| \| \| \| L 1028 \| \| \| \| \| nach Tambach-Dietharz (1892–1969) \| \| \| \| \| Apfelstädt \| \| \| \| 17,311 \| Ohrdruf \| 380,21 m \| \| \| \| Bundesstraße 88 \| \| \| \| \| Schwellenkreuz \| \| \| \| 20,881 \| Luisenthal (Thür) \| 422,22 m \| \| \| \| L 3247 (ehemals B 247) \| \| \| \| \| Ohra \| \| \| \| 25,248 \| Crawinkel \| 483,37 m \| \| \| \| L 1046 \| \| \| \| \| Bundesstraße 88 \| \| \| \| \| Gisseltal-Viadukt \| \| \| \| \| Bundesstraße 88 \| \| \| \| 29,697 \| Frankenhain \| 470,49 m \| \| \| \| Gräfenrodaer Stadtviadukt, Straße nach Gehlberg \| \| \| \| 33,910 \| Gräfenroda Ort \| 400,64 m \| \| \| \| Bundesstraße 88 \| \| \| \| \| Wilde Gera \| \| \| \| \| Infrastrukturgrenze ZossenRail – DB Netz \| \| \| \| \| von Ritschenhausen \| \| \| \| 35,697 \| Gräfenroda \| 380,58 m \| \| \| \| nach Neudietendorf \| \| |                      |                                                 |                                                 |
| Strecke |                      | von Halle (Saale) Hbf                           | von Halle (Saale) Hbf                           |
| Abzweig geradeaus und von rechts |                      | von Leinefelde                                  | von Leinefelde                                  |
| Bahnhof | 0,000                | Gotha (Übergang zur Thüringerwaldbahn)          | 307,44 m                                        |
| Abzweig geradeaus und nach rechts |                      | nach Bebra                                      | nach Bebra                                      |
| Wechsel des Eisenbahninfrastrukturunternehmens | 0,804                | Infrastrukturgrenze DB InfraGO – ZossenRail     | Infrastrukturgrenze DB InfraGO – ZossenRail     |
| Brücke über Wasserlauf |                      | Boilstädter Wasser                              | Boilstädter Wasser                              |
| Strecke mit Straßenbrücke |                      | L 1027 (Dr.-Troch-Straße)                       | L 1027 (Dr.-Troch-Straße)                       |
| Strecke mit Straßenbrücke |                      | Bundesautobahn 4                                | Bundesautobahn 4                                |
| Dienststation / Betriebs- oder Güterbahnhof | 6,351                | Emleben                                         | 350,95 m                                        |
| Kilometer-Wechsel | 6,842                | Strecke ab Ausfahrt Emleben stillgelegt         | Strecke ab Ausfahrt Emleben stillgelegt         |
| Brücke über Wasserlauf |                      | Humbach                                         | Humbach                                         |
| Brücke über Wasserlauf |                      | Flößgraben                                      | Flößgraben                                      |
| ehemaliger Haltepunkt / Haltestelle | 9,279                | Petriroda                                       | 368,65 m                                        |
| Brücke über Wasserlauf |                      | Flößgraben                                      | Flößgraben                                      |
| Abzweig geradeaus und ehemals von rechts |                      | von Friedrichroda (1896–1947)                   | von Friedrichroda (1896–1947)                   |
| ehemaliger Bahnhof | 13,016               | Georgenthal (Thür)                              | 374,63 m                                        |
| Bahnübergang |                      | L 1028                                          | L 1028                                          |
| Abzweig geradeaus und ehemals nach rechts |                      | nach Tambach-Dietharz (1892–1969)               | nach Tambach-Dietharz (1892–1969)               |
| Brücke über Wasserlauf |                      | Apfelstädt                                      | Apfelstädt                                      |
| ehemaliger Dienststation / Betriebs- oder Güterbahnhof | 17,311               | Ohrdruf                                         | 380,21 m                                        |
| Bahnübergang |                      | Bundesstraße 88                                 | Bundesstraße 88                                 |
| |                      | Schwellenkreuz                                  |                                                 |
| Haltepunkt / Haltestelle (Strecke außer Betrieb) | 20,881               | Luisenthal (Thür)                               | 422,22 m                                        |
| Bahnübergang (Strecke außer Betrieb) |                      | L 3247 (ehemals B 247)                          | L 3247 (ehemals B 247)                          |
| Brücke über Wasserlauf (Strecke außer Betrieb) |                      | Ohra                                            | Ohra                                            |
| Bahnhof (Strecke außer Betrieb) | 25,248               | Crawinkel                                       | 483,37 m                                        |
| Bahnübergang (Strecke außer Betrieb) |                      | L 1046                                          | L 1046                                          |
| Bahnübergang (Strecke außer Betrieb) |                      | Bundesstraße 88                                 | Bundesstraße 88                                 |
| Brücke (Strecke außer Betrieb) |                      | Gisseltal-Viadukt                               | Gisseltal-Viadukt                               |
| Bahnübergang (Strecke außer Betrieb) |                      | Bundesstraße 88                                 | Bundesstraße 88                                 |
| Haltepunkt / Haltestelle (Strecke außer Betrieb) | 29,697               | Frankenhain                                     | 470,49 m                                        |
| Brücke (Strecke außer Betrieb) |                      | Gräfenrodaer Stadtviadukt, Straße nach Gehlberg | Gräfenrodaer Stadtviadukt, Straße nach Gehlberg |
| Haltepunkt / Haltestelle (Strecke außer Betrieb) | 33,910               | Gräfenroda Ort                                  | 400,64 m                                        |
| Bahnübergang (Strecke außer Betrieb) |                      | Bundesstraße 88                                 | Bundesstraße 88                                 |
| Brücke über Wasserlauf (Strecke außer Betrieb) |                      | Wilde Gera                                      | Wilde Gera                                      |
| Wechsel des Eisenbahninfrastrukturunternehmens (Strecke außer Betrieb) |                      | Infrastrukturgrenze ZossenRail – DB Netz        | Infrastrukturgrenze ZossenRail – DB Netz        |
| Abzweig ehemals geradeaus und von rechts |                      | von Ritschenhausen                              | von Ritschenhausen                              |
| Bahnhof | 35,697               | Gräfenroda                                      | 380,58 m                                        |
| Strecke |                      | nach Neudietendorf                              | nach Neudietendorf                              |

Die Bahnstrecke Gotha–Gräfenroda ist eine Nebenbahn in Thüringen. Sie zweigt in Gotha aus der Bahnstrecke Halle–Bebra ab und führt über Ohrdruf und Crawinkel nach Gräfenroda, wo sie in die Bahnstrecke Neudietendorf–Ritschenhausen einmündet.
Die Strecke wird Ohratalbahn genannt, obwohl die Bahn lediglich zwischen Ohrdruf und Luisenthal neben dem Fluss Ohra verläuft.

## Geschichte
Der erste Streckenabschnitt von Gotha bis Ohrdruf wurde am 8. Mai 1876 eröffnet. Grund für den Bau war vor allem der Wunsch der Ohrdrufer nach einem Anschluss an die Eisenbahn sowie die Forderung des Herzogs von Sachsen-Coburg-Gotha, alle Amtsstädte im Herzogtum bequem erreichen zu können. Ein weiterer Grund war der Wunsch des Gothaer Herzogs Ernst II., den Erholungsort Elgersburg per Bahn erreichen zu können, den er oft besuchte. Dieser Plan musste wegen der hohen Kosten aber aufgegeben werden, Elgersburg wurde schließlich über die Bahnstrecke Plaue–Themar erreicht, was für diese Strecke einen großen Umweg bedeutete.
Eigentümer war zunächst die Gotha-Ohrdrufer Eisenbahn-Gesellschaft, deren Hauptaktionäre die Domänenverwaltung des Herzogtums Gotha und die Stadt Ohrdruf waren. Ferner waren die Stadt Gotha und der Bahnbauunternehmer Herrmann Bachstein beteiligt. Bachsteins ausführender Planer ist der „Eisenbahnbau- und Betriebsdirektor und Kgl. Württembergischer Baumeister“ Alfred Philippi. Der Betrieb wurde bis 1882 durch die Thüringische Eisenbahn-Gesellschaft geführt, danach durch die Preußische Staatsbahn.
Als 1883 die Bahnstrecke Erfurt–Schweinfurt vollendet wurde, wollten die Ohrdrufer auch einen Anschluss zu dieser Seite erreichen. Da die gesamten Gebiete der Ohratalbahn zu Sachsen-Coburg und Gotha gehörten, blieben lange Verhandlungen unter den Staaten, wie sie sonst in Thüringen oftmals nötig waren, erspart und der Bau nach Gräfenroda konnte fortgesetzt werden. Am 1. November 1892 wurde schließlich die zweite Hälfte der Ohratalbahn von Ohrdruf nach Gräfenroda dem Verkehr übergeben. Inzwischen war der Preußische Staat zum 1. April 1889 Eigentümer der Gotha-Ohrdrufer Bahn geworden.

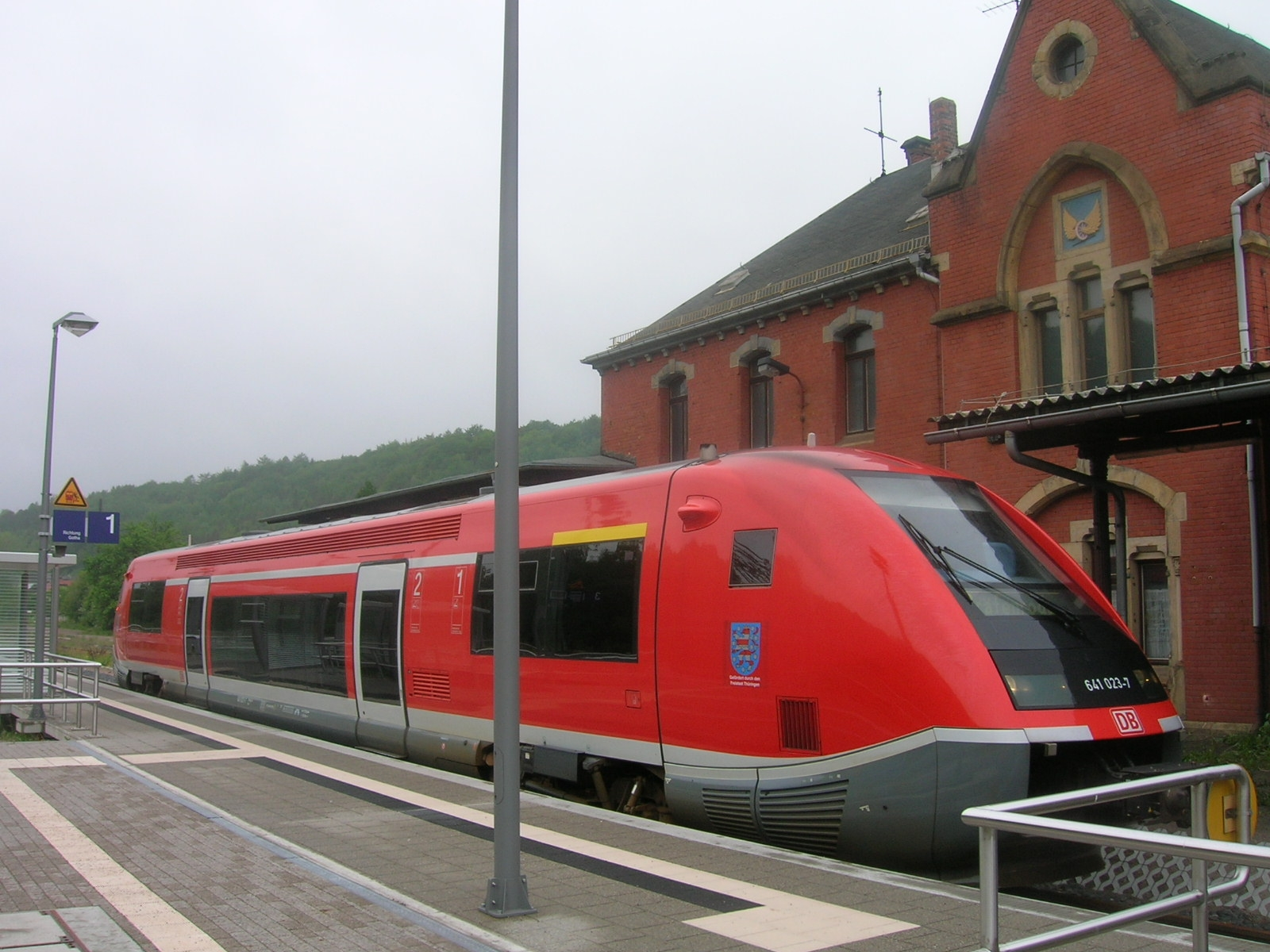
Regionalbahn mit Baureihe 641 in Gräfenroda (2006)

Ab den 1970er-Jahren wurde die Strecke von Schienenbussen befahren, die im Volksmund auf Grund ihrer roten Lackierung Blutblasen genannt wurden. Nach 1990 wurde geprüft, ob die Strecke stillgelegt werden solle. Schließlich wurde der Verkehr zwischen Crawinkel und Gräfenroda in der zweiten Hälfte der 1990er-Jahre vorübergehend eingestellt und die Strecke aufwändig saniert. Nach der Sanierung verkehrten dort wieder Züge im Stundentakt bis Crawinkel und weiter nach Gräfenroda im 2-Stunden-Takt. Die Kreuzungen fanden abwechselnd in Ohrdruf und in Georgenthal statt. Es kamen bis 2011 fast ausschließlich Fahrzeuge der Baureihe 641 zum Einsatz. Seit dem Jahr 2014 finden immer an einem Samstag und Sonntag Ende Oktober Fahrten zwischen Gotha und Emleben statt. Diese werden vom Hirzbergbahn e. V. veranstaltet mit einem Triebwagen der Baureihe 772 zur jährlichen Modellbahnausstellung im Emlebener Bürgerhaus.
Seit 2000 hat die Deutsche Bahn den Oberbau der Strecke abschnittsweise erneuert. Hierbei wurde auch der wegen abgängigem Oberbau seit dem 29. Juni 1998 gesperrte Abschnitt Crawinkel–Gräfenroda mit Landesmitteln für etwa 10–11 Mio € von Grund auf saniert (inklusive neuer Bahnübergangstechnik) und am 15. Dezember 2002 wieder in Betrieb genommen. Drei Jahre später, am 11. November 2005 wurde in Frankenhain ein neuer, barrierefreier Haltepunkt, der etwas näher zum Ort liegt, eingeweiht. Er ersetzte den alten, welcher wegen abgängiger Infrastruktur (Bahnsteigkante usw.) erneuerungsbedürftig war. Die Kosten hierfür betrugen etwa 265.000 €, das Land steuerte 195.000 € als Fördermittel bei.

### Abbestellung SPNV

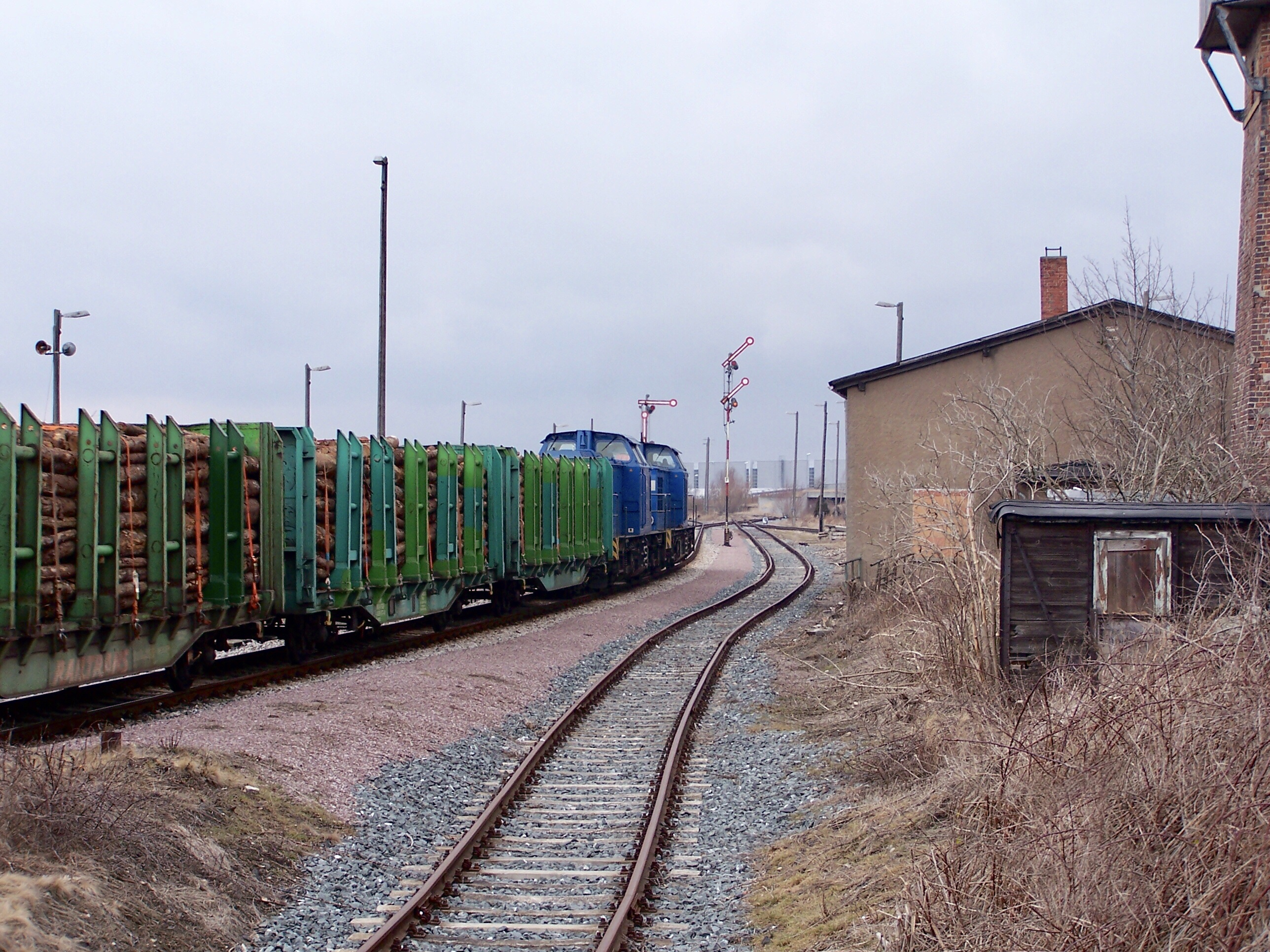
Güterzug im Bahnhof Ohrdruf (2012)

Das Thüringer Verkehrsministerium teilte im Oktober 2010 mit, dass die landeseigene Nahverkehrs-Servicegesellschaft (NVS) den Betrieb der 36 Kilometer langen Verbindung ab darauffolgendem Jahr nicht mehr neu ausschreiben und somit die Regionalbahnlinie Gräfenroda–Ohrdruf–Gotha im Dezember 2011 einstellen würde. Seitdem kämpfte die Interessengemeinschaft Ohratalbahn (IG) für den Erhalt des Personenverkehrs auf der Strecke. Laut IG entstünden bei Streckenschließung gravierende Nachteile für Tourismus und Wirtschaft. Die IG sieht ebenfalls durch die Einrichtung neuer Haltepunkte (z. B. Gewerbegebiet Ohrdruf, Tobiashammer Ohrdruf) weiteres Fahrgastpotenzial. Hauptkritikpunkt des Landesverkehrsministeriums ist der bestehende Busparallelverkehr. Im Nahverkehrsplan wurde eine dauerhafte Bestandsgarantie der Strecke erst für den Fall in Aussicht gestellt, dass der Busverkehr entlang der Strecke gestrichen werde. Noch 2003 hatte das Land sein Interesse an der Ertüchtigung der Strecke auf 80 km/h, des durchgängigen Stundentakts zwischen Gotha und Gräfenroda und der Durchbindung einzelner Züge zur Hauptverkehrszeit bis Arnstadt bekundet.
Im April 2011 forderte der Kreistag des Landkreises Gotha ein zweijähriges Moratorium, „um eine signifikante Erhöhung der Fahrgastzahlen nachzuweisen“. Darüber hinaus sprach sich der Kreistag für die weitestgehende Einstellung des parallelen Busverkehrs aus und ließ die Verlagerung von Schülerverkehren auf die Ohratalbahn prüfen. Im Jahr 2011 wurde die Einstellung des Personenverkehrs auf gesamter Strecke zum Dezember 2011 beschlossen. Begründet wurde diese Entscheidung mit dem Absinken der Fahrgastzahl von 700 Reisenden täglich im Jahr 2004 auf 450 Reisende täglich im Jahr 2010. Die dadurch frei werdenden 3,5 Millionen Euro sollen anderweitig im ÖPNV verwendet werden. Die Anbindung der Orte soll durch eine Optimierung des Regionalbusangebotes realisiert werden. Die letzte Fahrt fand schließlich am 10. Dezember 2011 statt. Somit wird heute zwischen Gotha und Gräfenroda kein planmäßiger SPNV mehr durchgeführt.
Im August/September 2013 wurde durch die DB Netz AG der Oberbau des Abschnittes Gotha–Emleben letztmals erneuert. Zum 18. September 2013 übernahm nach Abschluss des Verfahrens nach § 11 Allgemeines Eisenbahngesetz – Abgabe und Stilllegung von Eisenbahninfrastruktureinrichtungen – die ZossenRail Betriebsgesellschaft die Betriebsführung. Zu Beginn März 2017 ging die gesamte Strecke inkl. sämtlicher Eisenbahninfrastruktureinrichtungen (zum Beispiel Empfangsgebäude und elektrische Anlagen) von DB Station & Service und DB Netz in den Besitz der ZossenRail Betriebsgesellschaft über.
Wichtigster Anschließer ist heute ein Tanklager in Emleben, das mit Kesselwagenganzzügen bedient wird. Allerdings sind Emleben wie auch das benachbarte Gotha keine Tarifbahnhöfe mehr. Im Gewerbegebiet Ohrdruf wurden bis 2007 sporadisch Güterwagen zum Lager des Otto-Versands zugestellt. Auf dem abzweigenden, rund zwei Kilometer langen Industriestammgleis findet kein Verkehr statt. Eine Kesselwagenentladestation für Flüssiggas wurde zurückgebaut. Fast 100 Jahre lang wurden am Bahnhof Ohrdruf für den großen Militärübungsplatz Truppen und Material verladen, bis 2013 fand dort noch gelegentlich Holzverladung statt. Bedingt durch die Streckensperrung der Strecke Plaue–Ilmenau 2012/2013 erfolgte ersatzweise eine Umladung von Müllbehältern des Pendels Ilmenau–Großkorbetha im Bahnhof Gräfenroda.

### Zustand ab 2020
Am 4. März 2020 wurde der Streckenabschnitt Emleben–Gräfenroda aufgrund mangelnder Wirtschaftlichkeit stillgelegt, eine Entwidmung erfolgt jedoch nicht. Es gab jedoch schon bald Planungen, zumindest Ohrdruf wieder an das Bahnnetz anzuschließen. Dazu gehören eine Holzverladung am Bahnhof (ein großer Holzlagerplatz existiert dort bereits) und die Reaktivierung der Anschlussgleise in das Gewerbegebiet an der Herrenhofer Landstraße.
Ende 2023 wurde der Zossen-Rail zunächst eine Unternehmensgenehmigung erteilt. Im April 2025 wurde eine Kontrollfahrt durchgeführt und die getätigten Investitionen begutachtet. Im Juli 2025 erfolgt dann die Erteilung der Betriebsgenehmigung für die Teilstrecke Gotha–Ohrdruf. Weiters besteht wieder ein Verkehrsinteresse seitens der Bundeswehr.

## Streckenbeschreibung
Die Bahnstrecke beginnt im Bahnhof Gotha, wo sie in südwestlicher Richtung von der Thüringer Bahn abzweigt. Sie verläuft zunächst in einem Doppelbogen neben dem nach 1990 entstandenen Gewerbegebiet Gotha-Süd, danach über „offenes Feld“ und unter der A 4 nach Emleben, wo sich ihr erster Bahnhof befindet. Von Emleben führt die Strecke gerade in südlicher Richtung weiter über Petriroda nach Georgenthal. Georgenthal war früher ein Eisenbahnknotenpunkt. Von hier zweigten nach Nordwesten die Friedrichrodaer Bahn und nach Südwesten die Bahnstrecke Georgenthal–Tambach-Dietharz ab. Georgenthal ist 2013 die einzige nicht barrierefreie Station der Strecke, dort müssen noch die von 1895 stammenden beiden überdachten Doppelbahnsteige und der Bahnsteigtunnel benutzt werden.
Ab Georgenthal verläuft die Strecke in weitem Bogen in Richtung Osten. Nach einem Gewerbegebiet biegt die Strecke nach Süden und erreicht den Bahnhof von Ohrdruf am Westrand der Stadt. Danach folgt die Strecke der Ohra und verläuft nach Luisenthal; damit wird der Thüringer Wald erreicht. Dort ändert sich die Richtung der Strecke erneut auf Osten und die Ohra wird gekreuzt. Nach Crawinkel erreicht die Strecke ihren Scheitelpunkt und schlängelt sich weiter nach Frankenhain im Süden. Ab hier fällt sie stark hinab ins Tal der Wilden Gera. Es folgt zum künstlichen Höhenabbau ein 320°-Bogen um das Gräfenrodaer Kirchholz und mit einer weiteren 300°-Kurve wird der Talgrund mit dem Haltepunkt Gräfenroda Ort erreicht. Nach weiteren 2 km mündet die Ohratalbahn von Südwesten kommend in die Bahnstrecke Neudietendorf–Ritschenhausen ein.
Der Bahnhof Gräfenroda war nicht nur als Endpunkt der Ohratalbahn bedeutend, hier beginnt der 20-‰-Anstieg auf den Thüringer Wald und zur Dampflokzeit wurden Schiebelokomotiven angesetzt. Im Jahr 2006 wurde der Bahnhof mit seinen Hauptgleisen und dem Stumpfgleis der Ohratalbahn barrierefrei umgebaut.

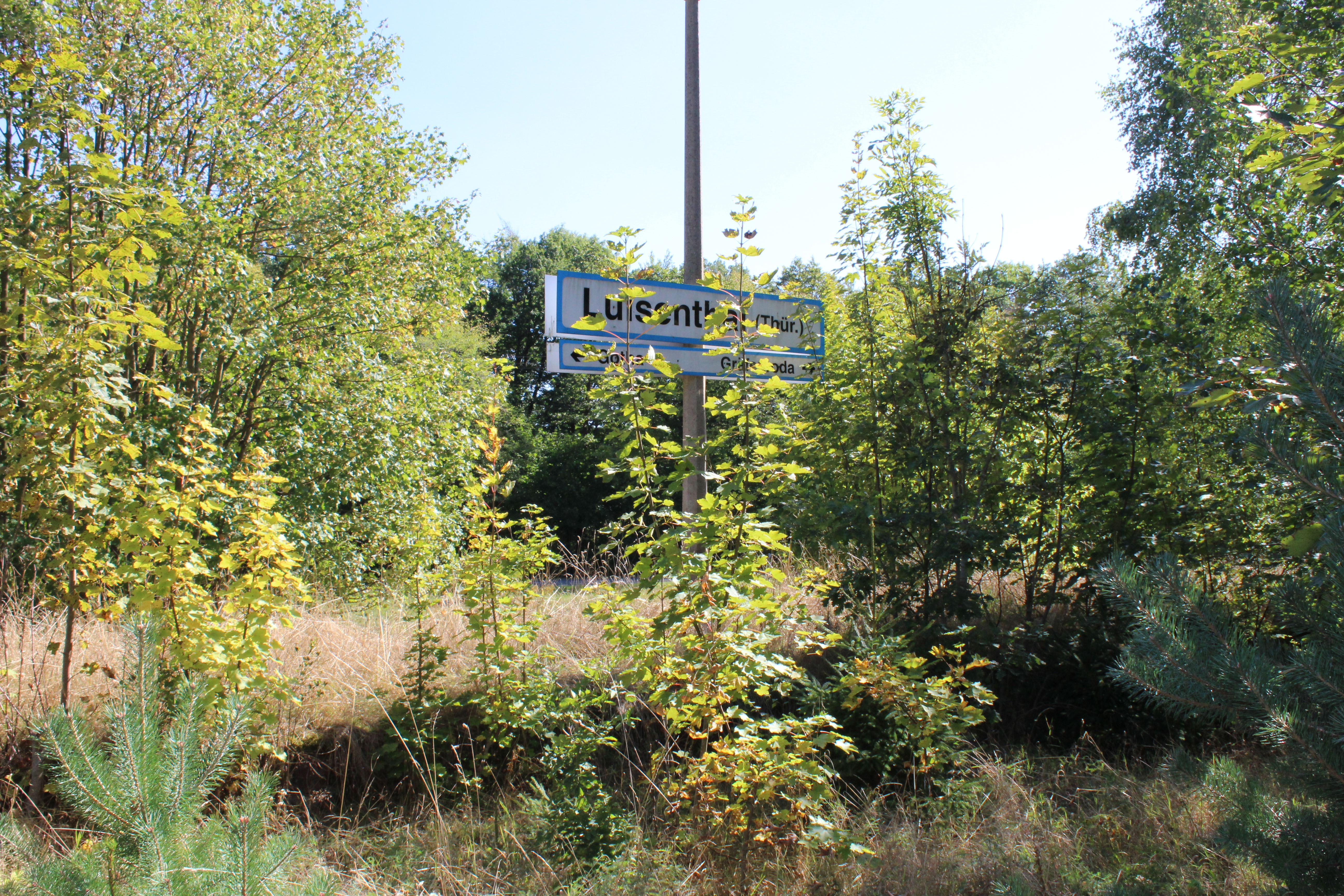
Haltepunkt Luisenthal (2018)
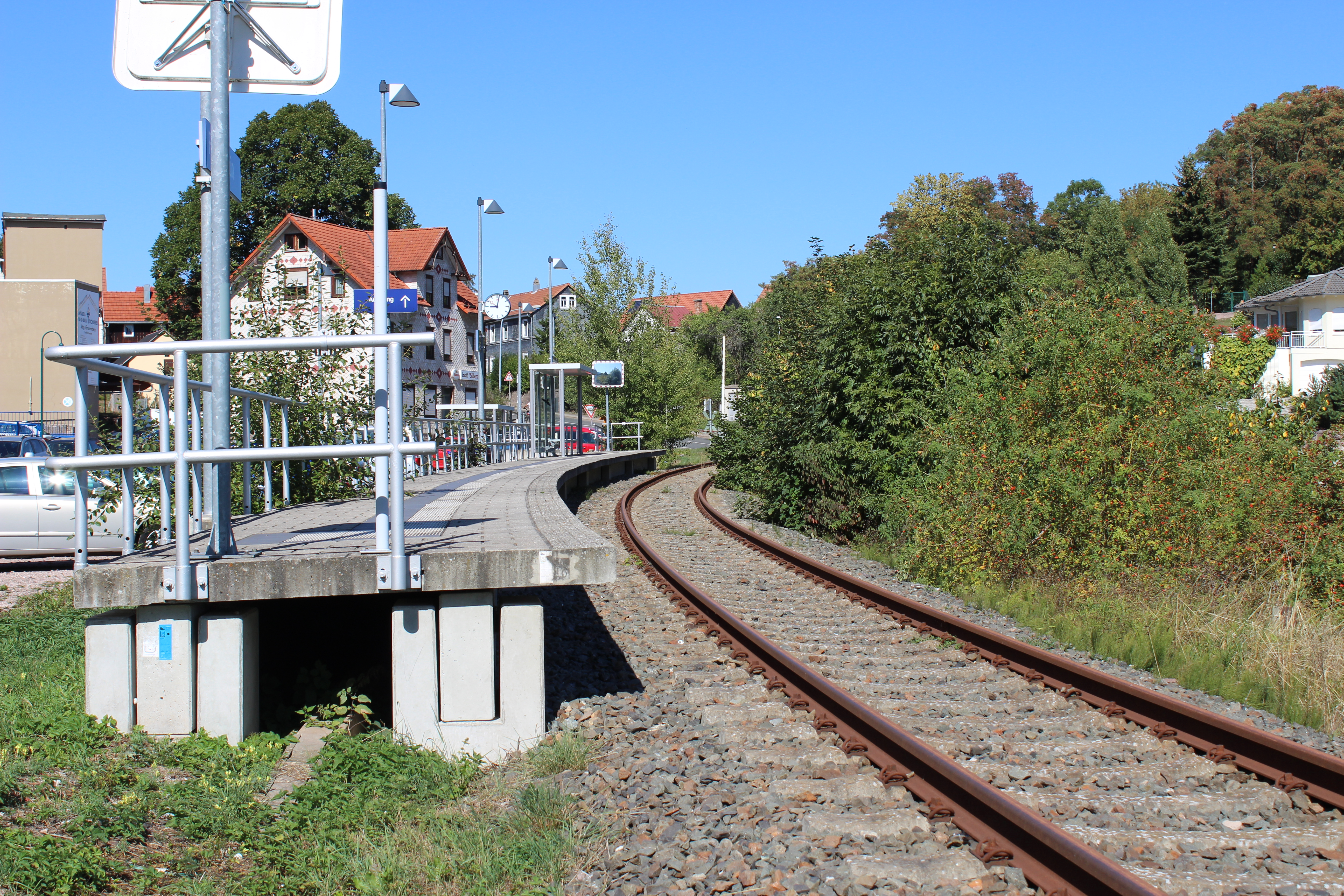
Haltepunkt Frankenhain (2018)
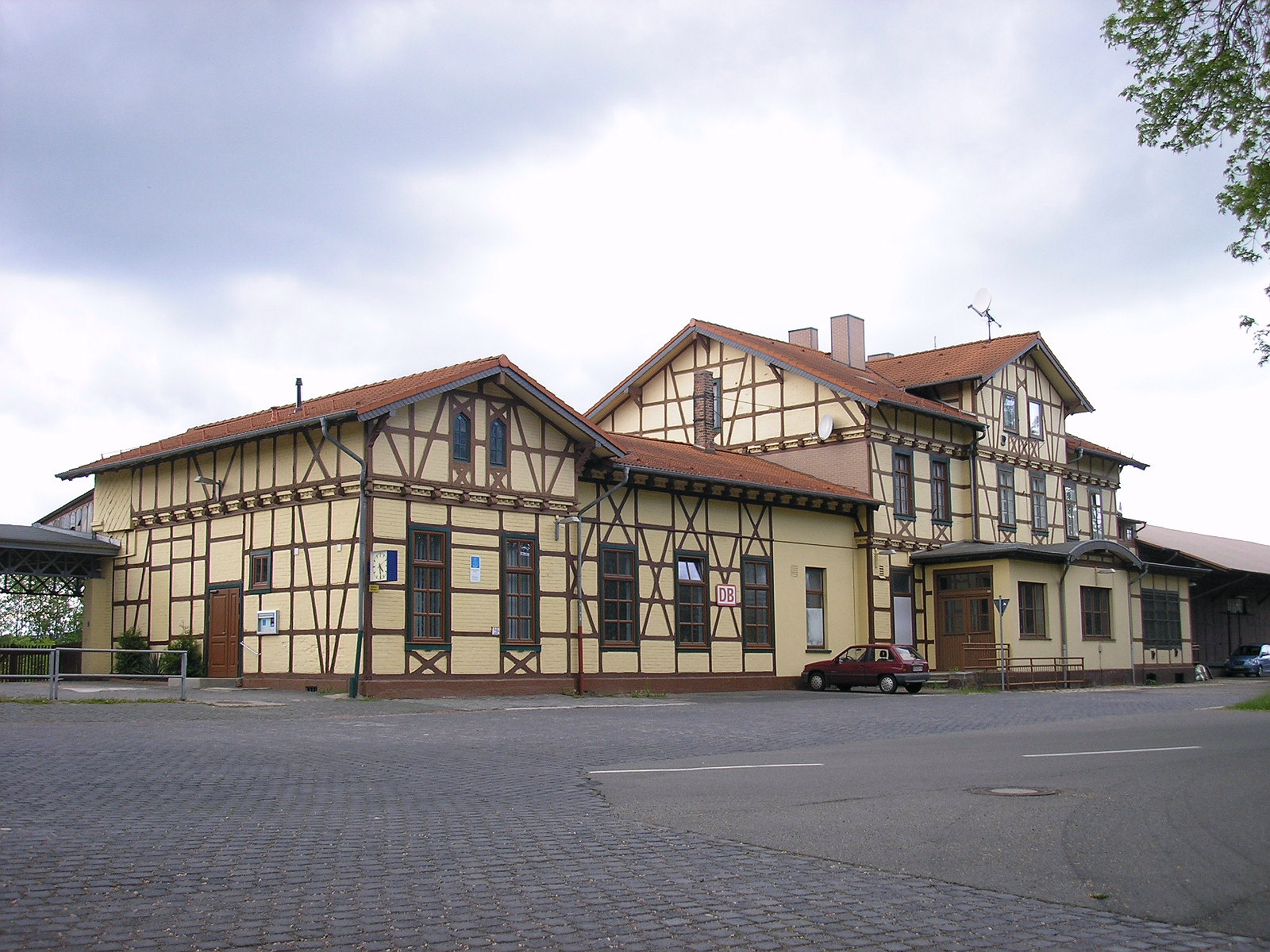
Bahnhof Ohrdruf
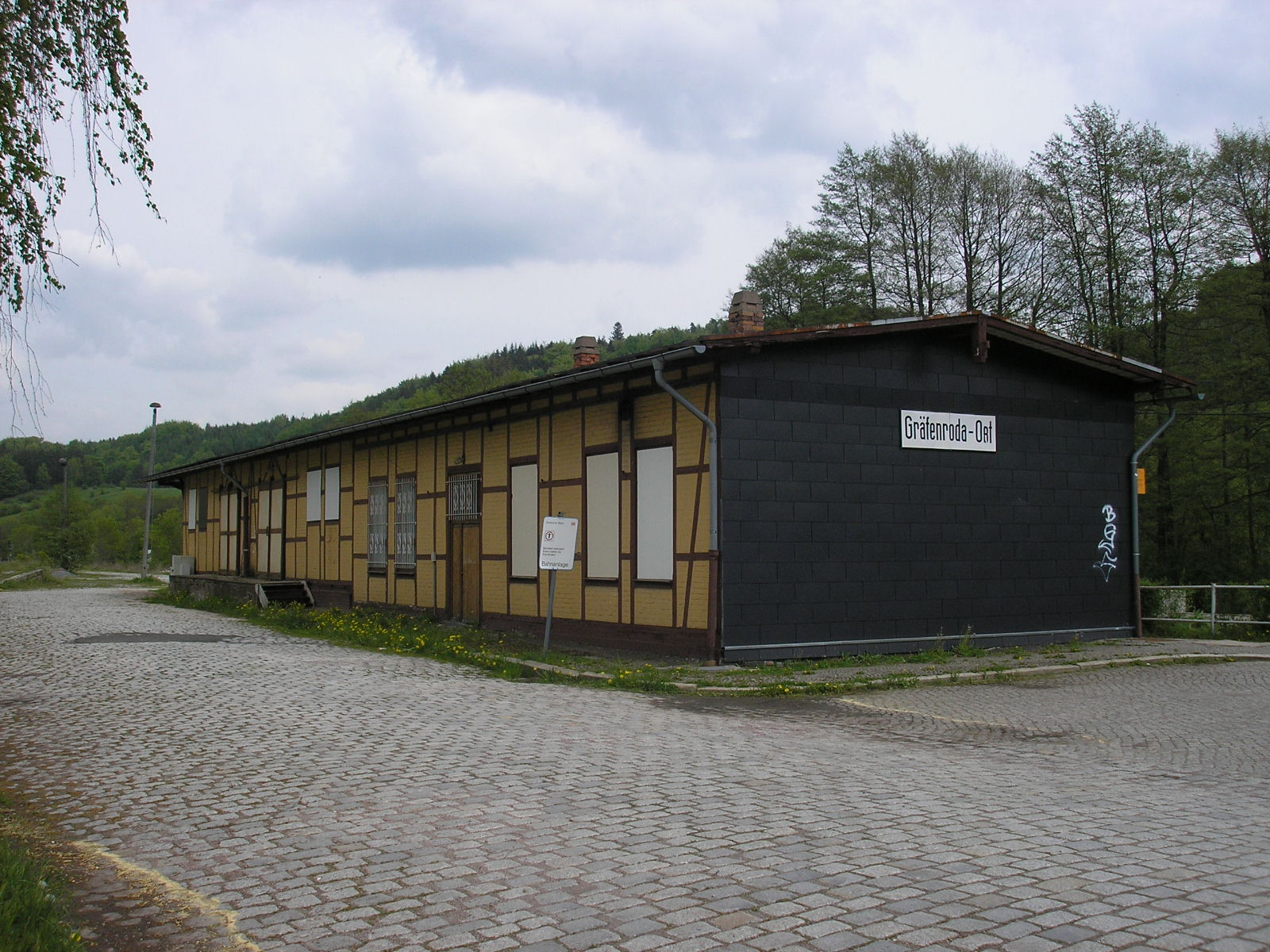
Haltepunkt Gräfenroda Ort
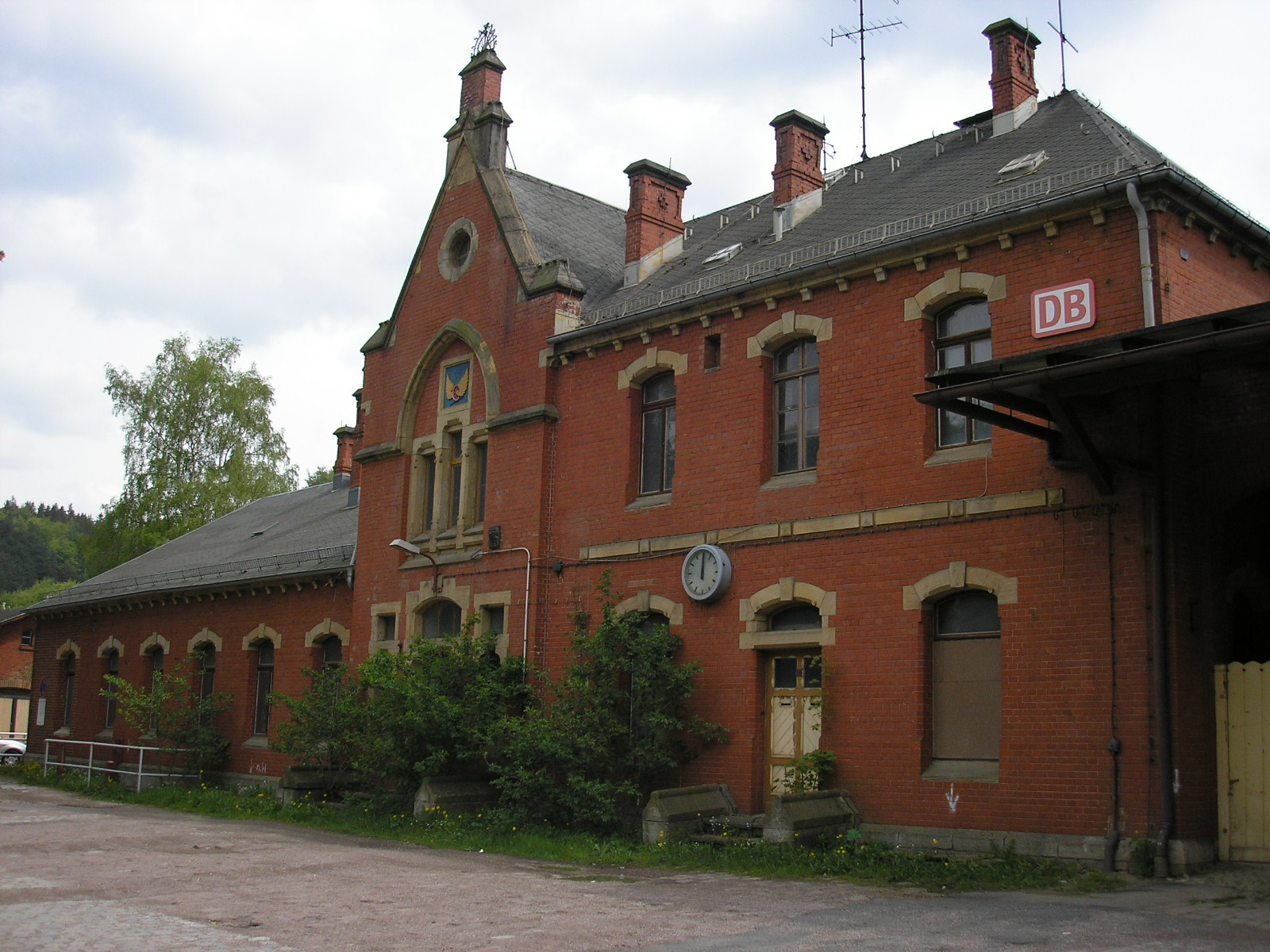
Bahnhof Gräfenroda

## Zwischenfälle
- Am 13. November 1962 entgleisten im Bahnhof Crawinkel mehrere Wagen eines Personenzugs. Dabei wurde eine Person getötet, weitere wurden leicht verletzt.[16]